# バカチョン
バカチョンとは、主にオートフォーカス機能付きコンパクトカメラの俗称として1980年代ぐらいまで使われた日本語「バカチョンカメラ」の前半部。現在は放送禁止用語となっている。

## 意味・用法
「バカチョンカメラ」の意味については諸説ある。
1. 「バカでもチョンでも使えるカメラ」の略語という説。
2. 「バカでも（シャッターを）チョンと押せば撮影出来るカメラ」の略語という説。
3. 「vacation camera」（バケーション カメラ）のローマ字読みという説。

1.の説について、「ちょん」が江戸時代から「『半人前』や『取るに足らない人』のことを、芝居の終わりに打つ拍子木の音になぞらえた言葉」として存在することから、「バカチョン」にも侮辱的意図はないとする説が一部で見られるが、「バカチョン」というひとまとまりの用例が見られるのは戦後であり、朝鮮人を侮辱する意図がなかったかどうかは定かではない。
「バカチョンカメラ」という言葉は日本語としても語呂がよくインパクトの強い表現であったため、口語のみならず活字表現としても広く使用され、コンパクトカメラ全体を指す代名詞となった。
バカチョンカメラは従来、カメラと縁遠かった女性や子供を販売の対象としており、かつて高嶺の花であったカメラを安い値段でいつでもどこでも誰でも簡単に撮影できるものとした商品であった。
この経緯から、現在でも概ね60代以上の世代ではコンパクトカメラのことを「バカチョンカメラ」と呼ぶことがある。

## 差別表現とされた経緯
「バカチョン」という言葉がマスコミ各社で、いつから自粛されるようになったのかははっきりしていないが、「チョン」が朝鮮人を指す蔑称として使われるようになると、「バカチョンカメラ」も「バカでも朝鮮人でもできる」という侮辱的な用語として捉えられて抗議が相次いだことで、マスコミが使用を自粛するようになった。
「バカチョンカメラ」という語に対し差別表現であるとマスメディア等が抗議を受けた例としては、1975年2月にエジプトから帰国した三笠宮崇仁親王がNHKにて「バカチョンカメラをもってゆくべきだった」と語った際のものが古い。
1992年には、西村京太郎作品に「バカチョンカメラ」という表現があると、全国在日朝鮮人教育研究協議会（現：全国在日外国人教育研究協議会）広島が抗議したことにより光文社と講談社発行の書籍が回収され、改訂版で謝罪文を掲載した。
2008年以降は、NHKによって発表された「NHKの考える放送可能用語」に民放各社が追従するようになり、放送業界において放送禁止用語となった。
八巻正治は、自著「羊の国から学んだこと」の中で「全自動カメラのことを『バカチョンカメラ』などと言う人もいますが、これは『バカ=知的ハンディキャップを有した人や、チョン=チョソン（韓国・朝鮮の人々）でも写せるカメラ』を意味する差別表現であることを、どれほどの人が理解しているのでしょうか？」と記している。
三省堂が発行する新明解国語辞典では、1981年2月1日に発行された第3版では見出し語として「ばかちょんカメラ」が存在したが、2011年に発行された第7版では既に見出し語からなくなっている。
また、高度な技能及び知識を必要とせず、簡単便利に使えることを意味する語として、「バカチョン」の利用例を見つけることができる。